# Matteo Guarise
Matteo Guarise, född 15 september 1988, är en italiensk konståkare. 

## Karriär
I januari 2024 tog Beccari guld tillsammans med Lucrezia Beccari i paråkning vid EM i Kaunas.